# Union County (Florida)
Union County is een county in de Amerikaanse staat Florida.
De county heeft een landoppervlakte van 622 km² en telt 13.442 inwoners (volkstelling 2000). De hoofdplaats is Lake Butler.